# هيلين فيلا
هيلين فيلا هي ممثلة فلبينية، ولدت في 31 أكتوبر 1946 في مانيلا في الفلبين، وتوفيت في 14 فبراير 1992 في روشستر في الولايات المتحدة بسبب سرطان القولون.

## وصلات خارجية
- هيلين فيلا على موقع IMDb (الإنجليزية)
- هيلين فيلا على موقع قاعدة بيانات الفيلم (الإنجليزية)